# Impatiens gautieri
Impatiens gautieri är en balsaminväxtart som beskrevs av Fischer och Rahelivololona. Impatiens gautieri ingår i släktet balsaminer, och familjen balsaminväxter. Inga underarter finns listade i Catalogue of Life.